# يانيس كلمينتيا
يانيس كلمينتيا (بالفرنسية: Yannis Clementia)‏ هو لاعب كرة قدم فرنسي في مركز حراسة المرمى، ولد في 5 يوليو 1997 في فور دو فرانس في فرنسا. لعب مع نادي نيس.

## وصلات خارجية
- يانيس كلمينتيا على موقع رابطة كرة القدم الفرنسية للمحترفين (الإنجليزية)
- يانيس كلمينتيا على موقع قاعدة بيانات كرة القدم.إي يو (الإنجليزية)
- يانيس كلمينتيا على موقع ناشيونال فوتبول تيمز (الإنجليزية)
- يانيس كلمينتيا على موقع Soccerway.com (الإنجليزية)
- يانيس كلمينتيا على موقع عالم كرة القدم.نت (الإنجليزية)